# Кения на летних Олимпийских играх 1956
Кения принимала участие в Летних Олимпийских играх 1956 года в Мельбурне (Австралия) в первый раз за свою историю, но не завоевала ни одной медали. Сборную страны представляли 24 мужчины и одна женщина в 10 соревнованиях по 4 видам спорта.

## Лёгкая атлетика
5000 метров (мужчины)
- Ньяндика Маийоро[англ.] (7-е место)

Мужской марафон
- Арап Сум Канути[англ.] — 2:58:42 (31-е место)

Прыжки в высоту
- Джозеф Лересэй[англ.] (18-е место)

## Хоккей на траве
Мужская сборная Кении заняла 4-е место в группе B, сыграв вничью с Великобританией (1:1) и Малайей (1:1) и уступив Австралии (0:2). Это принесло команде 10-е место в общем зачёте. На турнире работал кенийский арбитр Махан Сингх.
1. Алоизиус Эдуардо Мендонса
2. Энтони Керобино Вас
3. Автар Сингх Деол (вратарь)
4. Балбир Сингх Сидху
5. Дадли Генри Коулсон
6. Гурсаран Сингх Сехми
7. Хардев Сингх Кулар
8. Джогиндер Сингх Дхиллон
9. Майкл Эставо Перейра
10. Рейнольд Энтони Д’Соуза
11. Роланд Джон Херберт Франк (вратарь)
12. Росарио С. П. Дальгадо
13. Сурджит Сингх Деол (капитан)
14. Таджиндер Сингх Рао
15. Теджпаркаш Сингх Брар
16. Уильям Кеннет Плендерлит
Менеджер — Билл Боди. Тренер — Махан Сингх, также работал арбитром на матче Индия — США.

## Стрельба
Два стрелка представляли Кению в двух дисциплинах.
Винтовка из трёх положений, 50 метров
- Рой Конгрив[англ.]
- Чарльз Троттер[англ.]

Винтовка лёжа, 50 метров
- Рой Конгрив[англ.]
- Чарльз Троттер[англ.]

## Плавание
100 метров вольным стилем (женщины)
- Маргарет Нортроп[англ.]